# Hennegård Redningsstation
Hennegård Redningsstation var en dansk sjöräddningsstation, som inrättades 1852 i byn Henne i nuvarande Varde kommun av Det Nørrejydske Redningsvæsen som en av Danmarks första sjöräddningsstationer.
Hennegård Redningsstation inrättades som en räddningsstation med enbart raketapparat. Förvaringshuset för raketapparaten uppfördes 1883. Räddningsstationen var i drift på 1950-talet och föreslogs då att fortsätta sin verksamhet i "Betænkning vedrørende Redningsvæsenets forhold", som lades fram detta år.